# Dios astado

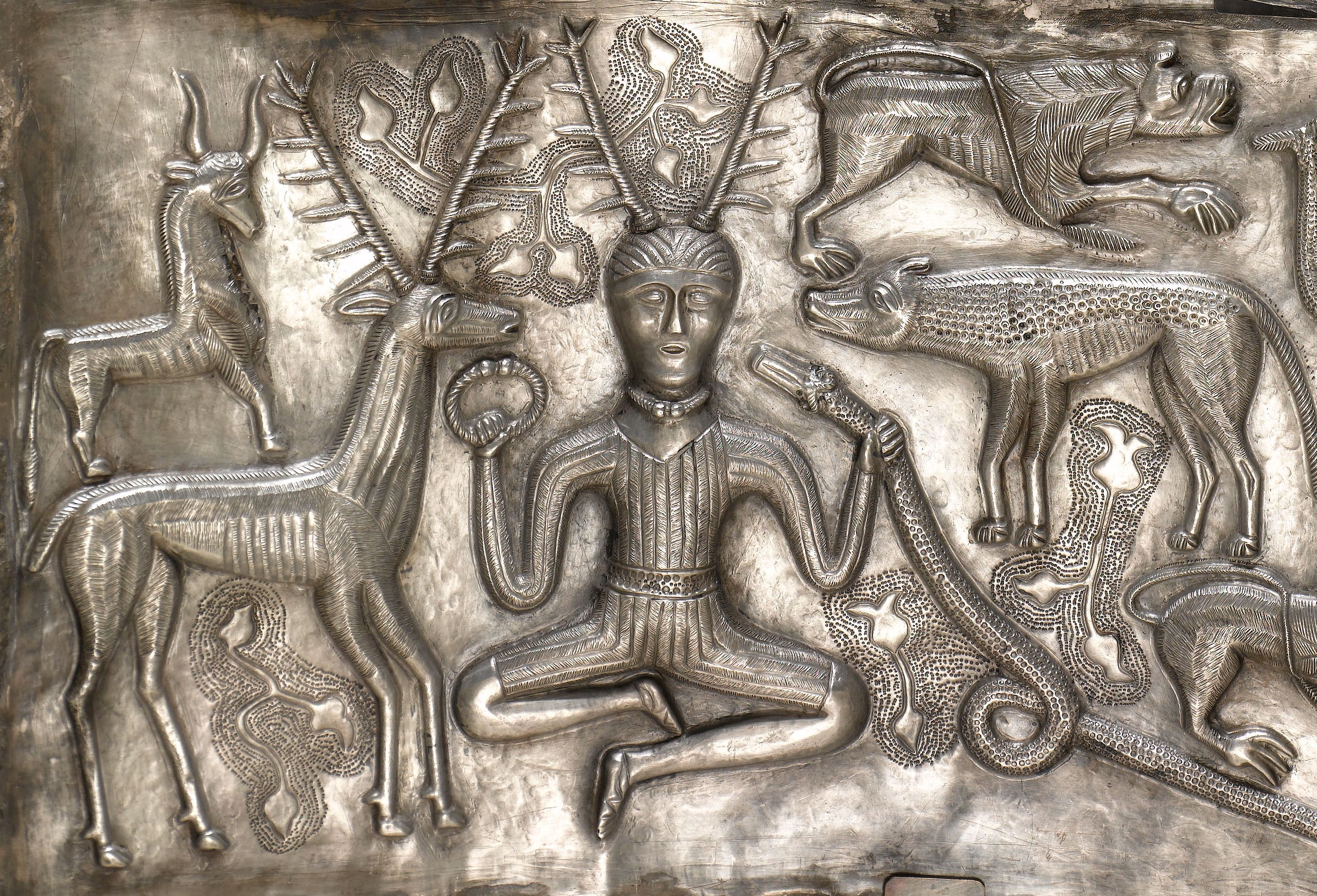
Detalle del dios astado en el caldero de Gundestrup.

Un dios astado es un término sincrético moderno utilizado entre los neopaganos influenciados por la religión wicca, el cual unifica a numerosos dioses de la naturaleza de una amplia y dispersa serie de mitologías como el céltico Cernunnos, el inglés Herne el cazador, el egipcio Osiris, el indio Pashupati, el griego Pan, el romano Fauno y el galaico Vestio Alonieco. Todas estas deidades masculinas siempre son representadas con cuernos y en asociación con la naturaleza.
El dios astado es la principal deidad adorada en la corriente espiritual Wicca, en contrapunto con la Triple Diosa.
A pesar de que varias figuras del folclore británico han sido representadas sin cuernos, se las considera relacionadas:
- Puck
- Robin Goodfellow
- el Hombre Verde.

Según la hipótesis histórica sobre el «dios astado» o «dios cornudo» que propone Margaret Murray (1863-1963), todas esas figuras de dioses astados estarían relacionadas y serían motivo de adoración por parte de una religión paneuropea de carácter pagano. Cuando la cristianización fue un hecho, el dios astado se relacionó con Satán.

## Desarrollo de la idea
A través de la historia, una gran cantidad de dioses paganos y figuras folclóricas fueron representadas con astas y con apariencia animal, como machos cabríos o con rasgos de venados. Una pintura rupestre ancestral conocida comúnmente como «el hechicero», hallada en una cueva en Francia, representa una figura mitad hombre, mitad venado, que podría ser la representación de un chamán realizando un ritual.
En la India existe un dios astado conocido como Pashupati, que terminó convirtiéndose en una mera representación del dios Shiva.
En la antigua Grecia se veneraba al dios Pan, que aparece siempre con cabeza de macho cabrío, llegándose a convertir en la figura del dios Fauno en el panteón de dioses de la antigua Roma.
El dios astado de la mitología celta aparece siempre en todas las representaciones con cuernos de venado y siempre está asociado a la fertilidad. El pilar de los Nautas de Lutecia le da el nombre de "Cernunnos". El personaje astado en el folclor inglés conocido como Herne podría haberse originado en esta figura.
La idea de que todas las imágenes astadas fueran deidades y que todas ellas representan manifestaciones diferentes de un único dios astado, y que el catolicismo intentó reiteradamente suprimir su veneración por asociarlo con la imagen de Satán, fue originariamente desarrollada por los círculos ocultistas que se pusieron de moda en Francia e Inglaterra en el siglo XIX. La ilustración de Eliphas Levi (1810-1875) sobre la figura de Baphomet, en su manuscrito Dogme et Rituel de la Haute Magie (1855) (basado en la pintura de Goya sobre el sabbat de las brujas, 1789) acompañan las sugerencias sobre este efecto. La imagen de Levi, Baphomet, se ha utilizado en representaciones sobre el Diablo desde entonces. El simbolismo de dicha representación tiene su origen en la carta «Diablo» del tarot de Marsella que se popularizó en los siglos XVII y XVIII: el murciélago con astas, pezuñas y pechos de mujer, que se halla posado sobre el globo terráqueo; Levi añadió el caduceo de Mercurio en su ingle, colocando la antorcha de corona en su cabeza, y aportándole un gesto hacia unas lunas crecientes encima y debajo.
Según Levi, esta no era una figura maligna: tan solo un dios antiguo, pero que fue arrojado a la clandestinidad y condenado por ser una figura relacionada con la brujería por parte de otras religiones. Margaret Murray tomó esta sugerencia y la combinó con una adaptación de las antropologías culturales de James Frazer para definir un dios de la fertilidad paneuropeo. Donde Frazer veía folclore moderno y costumbres populares como ecos de rituales agrarios olvidados, otros autores como Margaret Murray y sus contemporáneos de la Folklore Society lo veían como una evidencia de la supervivencia de un culto esotérico dedicado a la fertilidad, una tradición secreta mantenida en la clandestinidad y oprimida por otras religiones.
Margaret Murray seleccionó y editó copiosamente textos donde exponía el argumento de que las brujas que se encontraban en los bosques con Satán eran una representación actual de un culto a la fertilidad paneuropeo venerando al dios astado. Esos temas se configuran entre la imagen popular del diablo y el concepto moderno del dios astado venerado por algunos grupos neopaganos (como la wicca) hoy en día. Pese a su influencia ―sus teorías estaban presentes en la conocida Encyclopedia Britannica― las teorías de Murray han sido posteriormente desacreditadas debido a su selección de pruebas determinantes.

## Asociaciones
Margaret Murray asociaba el dios astado con los bosques, los animales salvajes y la caza. También estaría relacionado con la virilidad masculina.

## Asociación con El Diablo
La imagen de Satán como un monstruo astado y con forma de macho cabrío es común a lo largo de todas las representaciones de los sabbats en los que estaban relacionados brujas, un concepto muy extendido en la edad medieval hasta principios del siglo XVII junto con otras tantas representaciones del Diablo, donde era a menudo descrito como un hombre vestido de negro, un perro negro o un macho cabrío siniestro. Cuando la representación se compone de una figura mitad animal, mitad humana, el Diablo a menudo tiene alas de murciélago, las garras de una ave de rapiña, etc. La suma de la imagen de la horca de campesino (el diablo cosecha) que a menudo acompaña las imágenes modernas del Diablo no se hizo popular hasta el siglo XIX.
Según Margaret Murray, después del reinado de Enrique VIII fue una acusación común utilizada contra enemigos políticos que estaban aliados con el «pestilente amigo» quien se les aparecía como un humano con astas de toro o venado.